# 427 (numero)
Quattrocentoventisette (427) è il numero naturale dopo il 426 e prima del 428.

## Proprietà matematiche
- È un numero dispari.
- È un numero composto con 4 divisori: 1, 7, 61, 427. Poiché la somma dei suoi divisori (escluso il numero stesso) è 69 < 427, è un numero difettivo.
- È un numero semiprimo.
- È un numero palindromo nel sistema di numerazione posizionale a base 6 (1551).
- È un numero fortunato.
- È parte delle terne pitagoriche (77, 420, 427), (427, 1464, 1525), (427, 1836, 1885), (427, 13020, 13027), (427, 91164, 91165).
- È un numero malvagio.

## Astronomia
- 427P/ATLAS è una cometa periodica del sistema solare.
- 427 Galene è un asteroide della fascia principale del sistema solare.
- NGC 427 è una galassia spirale della costellazione dello Scultore.

## Astronautica
- Cosmos 427 è un satellite artificiale russo.